# (11017) Billputnam
(11017) Billputnam (1983 BD) – planetoida z grupy pasa głównego asteroid okrążająca Słońce w ciągu 4,59 lat w średniej odległości 2,76 j.a. Odkryta 16 stycznia 1983 roku.